# Inspektor Leclerc
Inspektor Leclerc (franc. L'inspecteur Leclerc albo L'inspecteur Leclerc enquête) – francuski serial telewizyjny w 39 odcinkach po 26 minut, emitowany od 1962 roku we Francji, a od 1963 roku w Polsce.
Główny bohater, Leclerc, celowo został wystylizowany na Humphreya Bogarta.

## Obsada

### Główni bohaterowie
- Philippe Nicaud - Leclerc
- André Valmy - Denys
- Paul Gay - Galtier
- Alexandre Rignault - Adrien
- Robert Dalban - divisionnaire Brunel
- Guy Tréjan - Gauthier

### Gościnnie
- Jean-Pierre Marielle (odc. Le passé d'une femme)
- Françoise Fabian (odc. La mort d'un fantôme)
- Philippe Noiret (odc. La chasse)
- Odile Versois (odc. Obsession)
- Aimée Mortimer (odc. Des huîtres...)
- Pierre Hatet (odc. Affaire de famille)
- Marcel Bozzuffi (odc. Face à face)
- Mireille Darc (odc. Le retour d'Hélène, Jeanine)